# Río Kinguir-Chadsu
El Kinguir-Chadsu (en ruso: Кингир-Чадсу) es un río del Gran Cáucaso en el distrito de Zelenchuk de la república de Karacháyevo-Cherkesia del sur de Rusia. Es un afluente del río Aksaút, uno de los componentes del Mali Zelenchuk, que desemboca en el río Kubán.

## Curso
Nace en las vertientes septentrionales del pico Kinguir-Chad, en un pequeño lago al norte del monte Kinguir-Chadsu. Su curso baja por la ladera de la montaña en dirección noroeste recogiendo por la derecha las aguas de varios arroyos que bajan del monte Mistrilibashi y, tras 8 km, desemboca en la orilla derecha del río Aksaút, tras excavar un cerrado desfiladero en su curso bajo.